# Cociuba Mare
Cociuba Mare is een Roemeense gemeente in het district Bihor.
Cociuba Mare telt 3027 inwoners.